# Paracles aurantiaca
Paracles aurantiaca är en fjärilsart som beskrevs av Rothschild 1910. Paracles aurantiaca ingår i släktet Paracles och familjen björnspinnare. Inga underarter finns listade i Catalogue of Life.

## Bildgalleri

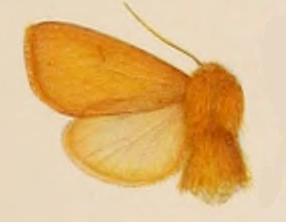